# NGC 3447
NGC 3447 (również PGC 32694 lub UGC 6006) – galaktyka spiralna z poprzeczką (SBdm/P), znajdująca się w gwiazdozbiorze Lwa w odległości około 60 milionów lat świetlnych. Odkrył ją John Herschel 18 marca 1836 roku. Jest w trakcie kolizji z mniejszą galaktyką NGC 3447A.
W galaktyce tej zaobserwowano supernową SN 2012ht.